# 水嶋斐呂
水嶋斐呂（1984年4月13日—），日本男演員，東京都出身。

## 經歷
水嶋透過學長介紹，進入模特兒界，並以此為契機進入演藝圈。
2005年以的藝名參演了《極道鮮師》II（日本電視台）的演出，正式成為演員出道。
2006年，主演特攝劇《假面騎士Kabuto》，飾演男主角「天道總司」，將該角色富有個性的自傲性格充分表現，博得了相當程度的人氣。
其後在2007年也參演了《花樣少年少女》，飾演「難波南」，人氣更勝以前。
2008年參與了富士電視劇《絕對達令》。
2010年11月與妻子絢香及友人共組公司「A stAtion」，處理個人與絢香的演藝事業。
過去所屬事務所為研音，於2010年9月21日宣布解約，水岛并不会如前所屬事務所聲稱地退出幕前的工作，会继续拍戏，也在考虑进行电影、CM剧本的创作。
2010年成為作家，投稿小說《KAGEROU》獲第五屆Poplar社小說大獎，後來作為其個人第一部小說發行。
2019年10月開始經營Youtube頻道。
配偶為流行音樂歌手絢香。

### 作家身分
2010年10月31日，以齋藤智裕（齋藤智）為筆名的處女作《KAGEROU》得到第5回Poplar社小說大獎（註：此小說比賽頭獎（大賞）已連續三屆從缺）。12月15日，他的第一部小說「KAGEROU」在日本正式發行。

## 個人生活

### 家庭背景
海外歸國子女。幼稚園大班起到桐蔭學園初中入學考試期間，在瑞士居住。初中入學的時候回到日本，不過那時完全不懂日語，「就像幼稚園兒童的水平」是他在日本交流的煩惱。中學時代是足球特長生，初中獲全國大賽亞軍，高中時在第81屆全國高中生足球大賽中以中場身份出場，半決賽時負於長崎縣立國見高校，止於前四強。憑藉英文及足球專長，進入慶應義塾大學後仍參加足球社團，但是因腿部受傷而退部。

### 感情婚姻
2008年6月，《mini》雜誌策劃絢香和水嶋宏的對談特輯，據兩人透露，在絢香出道前的200人小型披露演唱會時認識。2008年紅白歌合戰前，水嶋贈送絢香結婚戒指。2009年4月3日，報紙報導兩人奉子成婚，兩人在當晚於TBS電視台宣布已於2月22日入籍，及澄清絢香並未懷孕。同時披露絢香患有甲狀腺機能亢進疾病的事實，以及她將以結婚為契機，暫時引退治病的計劃。2014年12月公開表示定期檢查結果數值已經漸趨安定，也已懷孕。 與妻子絢香育有兩女。

## 演出作品

### 電視劇
- 極道鮮師2（2005年1月 - 3月，日本電視台） 飾演 三澤
- 在雨和夢之後 第7話（朝日電視台）
- 求愛三兄弟（2005年10月 - 12月，TBS） 飾演 吉井
- 粉紅色的基因 第3話（2005年10月，東京電視台） 飾演 生嵨尚之
- 假面騎士KABUTO（2006年1月 - 2007年1月，朝日電視台） 主演·飾演 天道總司
- 我的初戀男友（2006年1月，網路電視） 飾演 燻
- 泡妞寶典（2007年3月23日，朝日電視台） 飾演 藤木恭史
- 我們的教科書（2007年4月 - 6月，富士電視台） 飾演 八幡大輔
- 花樣少年少女（2007年7月3日 - 9月18日，富士電視台） 飾演 難波南
- 美ら海からの年賀狀（2007年12月14日，富士電視台） 飾演 宮下幸太
- 100シーンの戀（2008年1月，網路電視）
- 絕對達令 (日本電視劇)（2008年4月 - 6月，富士電視台） 飾演 淺元創志
- Room of King（2008年10月 - 11月，富士電視台） 主演·飾演 森次郎
- 花樣少年少女 特別篇（2008年10月12日，富士電視台） 飾演 難波南
- 咩妹的完美執事（2009年1月 - 3月，富士電視台） 主演·飾演 柴田理人
- 絕對達令 特別篇(最終章)（2009年3月24日，富士電視台） 飾演 淺元創志
- MR.BRAIN（2009年5月23日 - 7月11日，TBS） 飾演 林田虎之助
- 東京DOGS（2009年10月19日，富士電視台） 飾演 工藤丸尾
- Girls第五季第3、5話（2016年3月6日、3月20日，HBO） 飾演 Yoshi

### 電影
- 戀愛情結（2006年7月15日上映公開，松竹） 飾演 鈴木涼二
- 假面騎士KABUTO GOD SPEED LOVE（2006年8月5日上映，東映出品） 飾演 天道總司
- 新變形俠醫 日語配音版（2008年8月上映） 配音（布魯斯‧班納）
- （2008年11月15日上映） 飾演 正巳屋
- （2009年3月20日上映，角川映畫） 主演·飾演 井口達也（與成宮寬貴雙主演）
- BECK （2010年9月4日上映） 主演·飾演 南龍介
- 黑執事（2013年）[13] 主演·飾演 賽巴斯欽（並以本名齋藤智裕名義兼任製片，其經紀公司A stAtion亦名列製作委員會成員）

### 電視節目
- 近未來×予測テレビ ジキル&ハイド（2008年1月 - 7月，朝日放送）

### 廣告
- 祥伝社 「melon」（2004年）
- 讀賣新聞 （2004年）
- NTT西日本 「電報」（2005年10月）
- 大塚製藥 『假面騎士KABUTO』篇 ※飾演 天道總司（2006年）
- 日本華納音樂 可苦可樂專輯「5296」（2007年12月）
- （2008年 - ）


（2008年8月 - ）
（2008年10月21日 - ）
- SEGA 任天堂DSGame『的困惑』篇（2008年9月 - ）
- 大發工業（2009年1月 - ）
- 三得利（2009年4月 - ）
- 「docomo PRIME series P-07A」（2009年5月22日 - ）

### 遊戲
- 任天堂DSGame（2008年，SEGA，參與聲優） 聲演

### 寫真集
- Hiro（2007年1月，主婦と生活社）
- Hiro 2 - With You（2007年11月，主婦と生活社）
- HIROMODE（2008年12月，寶島社）
- Water Island〜PEACE(2009年12月，東京ニュース通信社)

## 外部連結
- 水嶋ヒロ OFFICIAL WEB SITE
- 「WEBサッカーマガジン」專欄嘉賓
- 第５回 ポプラ社小説大賞
- 水嶋ヒロ/斉藤 智裕オブィシャルサイト「Hiro's Field」
- 水嶋斐呂的X（前Twitter）
- 水嶋斐呂的Instagram帳戶
- YouTube上的Hiro Mizushima頻道

| 前任： 細川茂樹 （假面騎士響鬼） | 日本假面騎士系列主騎士演員 假面騎士KABUTO 2006年1月29日-2007年1月21日 | 繼任： 佐藤健 （假面騎士電王） |